# آریا داوری
آریا داوری (به انگلیسی: Ariya Daivari) (متولد ۱۱ آوریل ۱۹۸۹ در ایران)، کشتی‌گیر حرفه‌ای آمریکایی ایرانی‌تبار است که در رقابت‌های موسوم به کشتی کج فعالیت دارد.او در حال حاضر با (tony nese )تونی نیس هم تیمی است و در حال حاضر در کمپانی AEW فعالیت میکند 

## کشتی حرفه‌ای
آریا داوری ورزش را از زمان تحصیل در دبیرستان با تکواندو و کشتی آماتور آغاز کرد. او بعدها زیر نظر شان دیوری و اریک کنن به تمرین جدی برای ورود به رقابت‌های حرفه‌ای پرداخت. او این بعدها این تمرین‌ها را زیر نظر قهرمانان سابق رقابت‌های دبلیودبلیوئی، کنث اندرسون و شلتون بنجامین ادامه داد. اولین رقابت جدی او ۲۶ سپتامبر ۲۰۰۶ در رقابت‌های آکادمی مارشال انجام شد.

## رقابت‌هایدبلیودبلیوئی
آریا داوری برای اولین بار در سال ۲۰۱۳ یک دوره فاقد پخش تلویزیونی از رقابت‌های موسوم به دبلیودبلیوئی را تجربه کرد. این دوره بیشتر به تجربه برای داوری بدل شد. او در بیست سوم ژوئن ۲۰۱۶ بار دیگر در این دوره از رقابت‌ها شرکت کرد، ولی با باخت در مقابل هوو لوون از مسابقه حذف شد. اما حضور دوباره او در دهم اکتبر همان سال و مبارزه‌های پیاپی او با چهره‌های سرشناس رقابت‌های دبلیودبلیوئی نام آریا داوری را بر زبان‌ها انداخت. داوری مدتی با آکیرا توزوا و نویل درگیر بود و سر کمربند میان وزن از هردو شکست خورد. مدتی در تیم انزو آموره در رقابت با کالیستو بود اما انزو بخاطر مسائل اخلاقی از دبلیودبلیوئی اخراج شد. در تورنومنت بر سر کمربند بی صاحب میان وزن او در مرحله اول توسط بادی مورفی پین شد.

## زندگی شخصی
آریا داوری یک آمریکایی ایرانی‌تبار است که به زبان فارسی نیز تسلط داشته و در خلال مسابقات کشتی نیز گاهی از این زبان به صورت نمایشی استفاده می‌کند که از آن جمله می‌توان به ابراز ارادت به قهرمان کشتی ایران حسن یزدانی پس از شکست آکیرا، رقیب ژاپنی در هفدهم ژوئیه ۲۰۱۷ اشاره کرد. آریا داوری یک برادر کشتی‌گیر دیگر نیز دارد که در رقابت‌های دبلیودبلیوئی با عنوان خسرو داوری شناخته می‌شود. آریا یک بار پس از شکست دادن ریچسوان با کمک تی جی پی عکس رسول خادم را اسکوربورد ظاهر کرد و عکس او را نشان داد و خادم را الگوی خود خواند که مورد حجمه زیادی قرار گرفت.
آریا داوری نیز در یک پرپرویو در جده عربستان در سال ۲۰۱۸ با برادر خود شان دیوری در رینگ با پرچم کشور ایران رفته و از چهار ورزشکار عربستانی کتک خوردند. و دلیل این‌کار هم پول گرفتن از آن عربستانی ها بوده است. بعد از این در فضای مجازی مورد تمسخر و توهین دنبال کنندگان خود قرار می‌گیرد که باعث می‌شود برای مدتی صفحه های مجازی خود را ببندد. این کشتی‌گیر حرفه ای در سال های ۲۰۱۹ تا ۲۰۲۲ هم در زمینه کشتی کج فعالیت می‌کرده است. او هیچ‌وقت کمربندی برنده نشده است و در سال ۲۰۲۳ در کشتی کج نبود.